# سوگندی (سرده)
سوگندی (نام علمی: Karelinia) نام یک سرده از تیره کاسنیان است.